# Philogethes metableta
Philogethes metableta là một loài bướm đêm trong họ Erebidae.